# Уттыкууль
Уттыкуу́ль — река на Дальнем Востоке России. Протекает по территории Чаунского района Чукотского автономного округа. Длина реки — 30 км.
Название в переводе с чукот. Уттыкуул — «дровяная глубокая река».
Исток река берёт из болота Красивое, на всём своём протяжении протекает по территории Чаунской низменности в окружении болот и мелких озёр, впадает в Чаунскую губу Восточно-Сибирское моря. Имеет несколько безымянных притоков.